# إبراهيم أوزتورك
إبراهيم أوزتورك (بالتركية: İbrahim Öztürk) هو لاعب كرة قدم تركي في مركز الدفاع، ولد في 21 يونيو 1981 في قيصرية في تركيا. شارك مع منتخب تركيا لكرة القدم. أما مع النوادي، فقد لعب مع آلتاي إزمير وبورصة سبور وسيفاسبور وقيصري إيرسيسبور وكايسري سبور.

## وصلات خارجية
- إبراهيم أوزتورك على موقع الاتحاد الأوربي (الإنجليزية)
- إبراهيم أوزتورك على موقع اتحاد تركيا (لاعب) (الإنجليزية)
- إبراهيم أوزتورك على موقع قاعدة بيانات كرة القدم.إي يو (الإنجليزية)
- إبراهيم أوزتورك على موقع Soccerway.com (الإنجليزية)
- إبراهيم أوزتورك على موقع عالم كرة القدم.نت (الإنجليزية)